# Герасимов, Андрей Викторович
Андрей Викторович Герасимов (род. 4 июня 1962, Слободской, Кировская область) — советский и российский художник, член Союза художников России (1993), живописной комиссии Союза Художников России (2006). Заслуженный художник Российской Федерации (2002). Почётный житель города Алексина Тульской области (2003).

## Биография
Андрей Викторович Герасимов родился в 1962 году в городе Слободском Кировской области.
Параллельно учёбе в общеобразовательной школе, окончил Детскую художественную школу.
В 1981 году окончил Кировское Художественное училище, ныне Вятское художественное училище им. А. А. Рылова.
В 1987 году с отличием окончил Московский государственный академический художественный институт имени В. И. Сурикова (мастерская профессора И. С. Глазунова).
1987—1988 г.г. — служба в авиационных войсках Советской Армии.
В 1992—1997 гг. — стипендиат в творческой мастерской живописи Академии художеств России под руководством Народных художников СССР, академиков А. П. и С. П. Ткачёвых.
В 1997 году за серию картин («Колодец в лесу», «Деревенский пруд», «После дождя», «Осень на Оке») награждён Дипломом Российской академии художеств.
В 1989 году принимал участие в росписи кафедрального собора в Челябинске.
Далее — в 1997 году состоялась творческая поездка от Международной конфедерации художников — в Париж, в национальную французскую академию Сите дез Арт. В 1998 году — во Флоренцию, поездка была организованна Фондом Ромуальдо дель Бьянко.
В 1999 году был снят документальный фильм о жизни и творчестве А. В. Герасимова «На изломе красоты». Фильм был показан на центральном телевидении, на телеканале «Культура».
Большое влияние на становление Андрея Герасимова как живописца оказало творчество И. И. Шишкина, чьи дневники он целенаправленно изучал в Академии.
Персональные выставки художника Андрея Герасимова проходили в ГЦВЗ «Манеж» (1999) и в Московском Кремле (2005), он участник крупной выставки «60 лет Победы» в ЦДХ.
В издательстве «Белый город» в 2004 году вышла книга-альбом «Андрей Герасимов. Русский пейзаж», посвящённая творчеству художника.
Высокую оценку работам Андрея Герасимова, дают не только его коллеги, современные художники-пейзажисты, но и известные деятели культуры.
Кинорежиссёр Никита Михалков, посетивший выставку Герасимова, отозвался о нём, как о несравненном создателе шедевров со среднерусскими мотивами.
Президент РФ Владимир Путин, остановившись у одной из картин художника, поинтересовался: «Это где ж такая красотища?».
В 2006 году награждён медалью ЮНЕСКО.
С 2012 по 2015 год в Пекине проходила постоянная экспозиция работ художника в галерее «Цзин-И-Юань».
Андрей Викторович Герасимов — член Союза художников России, Заслуженный художник России, удостоен звания «Почётный житель города Алексина», является членом живописной комиссии Союза Художников России.
Живёт и работает в Москве.

## Выставки
- 1981 — городская «Пятерых студентов Кировского художественного училища»: Ф. Халиков, А. Герасимов, В. Востриков, Б. Студенцов, А. Вепрёв. Дом культуры 1 мая: Областной Дом народного творчества, Киров.
- 1983 — 15 выставка произведений молодых московских художников. Москва.
- 1984 — Выставка молодых художников в ЦДРИ. Москва.
  - Международная выставка молодых художников на Кубе.
  - Выставка московских художников в МВТУ им. Баумана. Москва.
- 1985 — Всесоюзная выставка, посвященная 40-летию Победы. Тула, Минск.
  - 16 выставка произведений молодых московских художников. Москва, Кузнецкий мост, 11.
  - Участник творческой мастерской XII Всемирного фестиваля в Москве.
- 1986 — Выставка работ мастерской портрета. Балашиха.
  - Участие в оформлении открытия Игр доброй воли. Москва.
  - 17 выставка молодых художников. Москва, Кузнецкий мост, 11.
- 1987 — Выставка «Впечатления от поездки в Италию». Москва, Манеж.
  - Выставка молодых московских художников. Дубна.
  - Республиканская художественная выставка «Молодость России». Москва, Центральный Дом художника.
- 1988—1990 — Участие в постоянно действующей экспозиции русской реалистической живописи. Франкфурт, Германия.
- 1988 — Всесоюзная художественная выставка. Москва, Манеж.
- 1989 — Выставка «Христианство, традиции и современность». Москва.
  - XXII всесоюзная выставка дипломных работ. Минск.
- 1991 — Международная выставка «Арт Миф-2». Москва, Манеж.
  - Выставка в галерее Айдонис Компани. Чикаго, США.
  - Выставка «Колесо времени». Москва, салон в Хамовниках.
  - Всесоюзная выставка «Русский портрет». Москва, Кузнецкий мост.
  - Выставка «Краски осени». Москва, салон в Хамовниках.
- 1992 — Персональная выставка в галерее Шереметьевых «Изящное искусство». Бостон, США.
  - Выставка в галерее «Самовар». Париж, Франция.
  - Осенняя выставка. Москва, салон в Хамовниках.
  - Выставка «Москва-Сеул», организованная фирмой «Про-Уорлд Уайд» (Корея-Арт). Республика Корея.
- 1993 — Выставка «Новая волна русского реализма». Москва, галерея «Ольга».
  - Персональная выставка в галерее «Мулай Исмаил». Рабат, Марокко.
  - Выставка произведений молодых российских художников «Православие. Самодержавие. Народность». Москва, Кузнецкий мост, 11.
  - Постоянная экспозиция в галерее Джима Кларка. Феникс, США.

1993—1995 — Постоянная экспозиция в галерее «Белый круг». Москва.
- - Выставка «Искусство в России». Москва, отель «Рэдиссон — Славянская».
- 1994 — Выставка «Русские традиции». Москва, галерея «Ольга».
  - Выставка «Русское современное искусство конца XX века». Сеул, Южная Корея.
  - Постоянная экспозиция в галерее «Рой Майлз Гэлэри». Лондон, Великобритания.
- 1995 — Выставка произведений художников творческих мастерских. Москва, Российская академия художеств.
- 1996 — Персональная выставка в РАО «Газпром». Москва, галерея Валентина Рябова.
- 1998 — Выставка. Творческая поездка в Бельгию, Голландию, Люксембург.
  - Персональная выставка в Академии ФСБ России. Москва.
- 1999 — Персональная выставка в Новом Манеже, организованная Правительством Москвы и Российской академии художеств. Москва.
  - Выставка в Российском фонде культуры (каталог). IX Всероссийская выставка союза художников. Москва, Манеж.
  - Осенняя выставка живописи московского союза художников. Москва, ЦДХ. (каталог)
- 2000 — «Имени твоему» Всероссийская выставка союза художников. Москва, ЦДХ. (каталог).
- 2001 — Персональная выставка в Российском культурном центре. Париж.
- 2002 — Персональная выставка. Москва, Кремль, «Арсенал».
  - Выставка «Русская коллекция», организованная пропагандой искусства и культуры КНР Ltd Дзяо-сюн, проведенная в пяти городах Китая: Тянь-Цзинь, Шанхай, Хэ-нань, Шень- Джинь, Су-Джу. (Издан каталог).
- 2003 — Выставка в Китае, организованная Управлением культуры, радио и телевидения. Шанхай (каталог).
- 2003—2008 — Формирование коллекции живописи Герасимова для ОАО «Новатэк».
- 2004 — Персональная выставка. Москва, Кремль, Администрация Президента РФ.
- 2005 — Участник выставки «60 лет Победы», ЦДХ, Москва.
- 2006 — Выставка-аукцион. Галерея «Совком», Москва.
- 2007 — Персональная выставка в ОАО «Газпром», Москва.
  - Персональная выставка в ООО «Межрегионгаз», Москва
- 2012—2015 — Постоянная экспозиция работ в галерее «Цзин-И-Юань», Пекин (издан альбом).
- 2013 — Выставка «Традиции школы» творческой мастерской живописи Российской академии художеств. Москва.